# Unité urbaine de Nice
L'unité urbaine de Nice désigne, selon l'Insee, l'ensemble des communes ayant une continuité de bâti autour de la ville de Nice. Cette unité urbaine, ou agglomération dans le langage courant, regroupe en 2022 973 296 habitants dans 51 communes sur une superficie de 743,6 km². Elle est la 7e agglomération la plus peuplée de France.

## Données générales
En 2010, selon l'Insee, l'unité urbaine était composée de 51 communes.
En 2020, le nouveau zonage confirme le périmètre de 51 communes de l'unité urbaine.
En 2022, avec 973 296 habitants, elle représente la 2e unité urbaine de  la région Provence-Alpes-Côte d'Azur et elle occupe le 7e rang au niveau national.
En 2022, sa densité de population s'élève à 1 309 hab/km2. Par sa superficie, elle ne représente que 17,3 % du territoire départemental mais, par sa population, elle regroupe 87,32 % de la population du département des Alpes-Maritimes.

Agglomérations de plus de 100000 habitants en France en 2022.

## Composition 2020 de l'unité urbaine
Elle est composée des 51 communes suivantes :

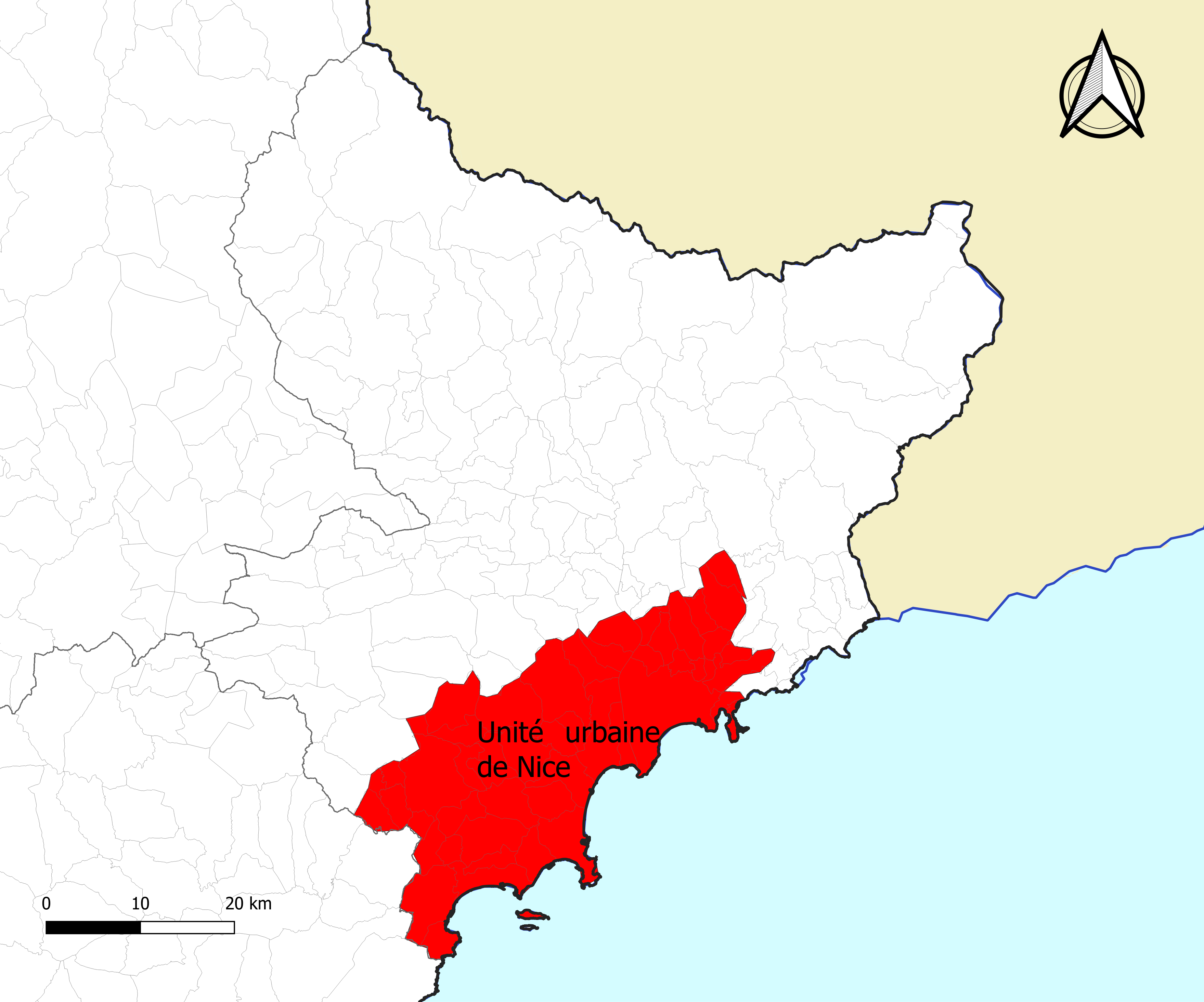
Carte de l'unité urbaine de Nice selon le zonage de 2020.

| Nom                      | Code Insee | Département     | Statut       | Superficie (km2) | Population (dernière pop. légale) | Densité (hab./km2) | Modifier                                    |
| ------------------------ | ---------- | --------------- | ------------ | ---------------- | --------------------------------- | ------------------ | ------------------------------------------- |
| Nice (ville-centre)      | 06088      | Alpes-Maritimes | ville-centre | 71,92            | 353 701 (2022)                    | 4 918              | modifier les données · modifier les données |
| Antibes                  | 06004      | Alpes-Maritimes | banlieue     | 26,48            | 76 612 (2022)                     | 2 893              | modifier les données · modifier les données |
| Aspremont                | 06006      | Alpes-Maritimes | banlieue     | 9,44             | 2 321 (2022)                      | 246                | modifier les données · modifier les données |
| Auribeau-sur-Siagne      | 06007      | Alpes-Maritimes | banlieue     | 5,48             | 3 346 (2022)                      | 611                | modifier les données · modifier les données |
| Le Bar-sur-Loup          | 06010      | Alpes-Maritimes | banlieue     | 14,47            | 2 960 (2022)                      | 205                | modifier les données · modifier les données |
| Beaulieu-sur-Mer         | 06011      | Alpes-Maritimes | banlieue     | 0,95             | 3 835 (2022)                      | 4 037              | modifier les données · modifier les données |
| Berre-les-Alpes          | 06015      | Alpes-Maritimes | banlieue     | 9,58             | 1 234 (2022)                      | 129                | modifier les données · modifier les données |
| Biot                     | 06018      | Alpes-Maritimes | banlieue     | 15,54            | 10 196 (2022)                     | 656                | modifier les données · modifier les données |
| Cabris                   | 06026      | Alpes-Maritimes | banlieue     | 5,43             | 1 421 (2022)                      | 262                | modifier les données · modifier les données |
| Cagnes-sur-Mer           | 06027      | Alpes-Maritimes | banlieue     | 17,95            | 52 852 (2022)                     | 2 944              | modifier les données · modifier les données |
| Cannes                   | 06029      | Alpes-Maritimes | banlieue     | 19,62            | 74 040 (2022)                     | 3 774              | modifier les données · modifier les données |
| Le Cannet                | 06030      | Alpes-Maritimes | banlieue     | 7,71             | 40 198 (2022)                     | 5 214              | modifier les données · modifier les données |
| Cantaron                 | 06031      | Alpes-Maritimes | banlieue     | 7,38             | 1 276 (2022)                      | 173                | modifier les données · modifier les données |
| Carros                   | 06033      | Alpes-Maritimes | banlieue     | 15,11            | 13 729 (2022)                     | 909                | modifier les données · modifier les données |
| Castagniers              | 06034      | Alpes-Maritimes | banlieue     | 7,52             | 1 674 (2022)                      | 223                | modifier les données · modifier les données |
| Châteauneuf-Grasse       | 06038      | Alpes-Maritimes | banlieue     | 8,95             | 3 765 (2022)                      | 421                | modifier les données · modifier les données |
| Châteauneuf-Villevieille | 06039      | Alpes-Maritimes | banlieue     | 8,38             | 985 (2022)                        | 118                | modifier les données · modifier les données |
| La Colle-sur-Loup        | 06044      | Alpes-Maritimes | banlieue     | 9,82             | 8 143 (2022)                      | 829                | modifier les données · modifier les données |
| Colomars                 | 06046      | Alpes-Maritimes | banlieue     | 6,72             | 3 507 (2022)                      | 522                | modifier les données · modifier les données |
| Contes                   | 06048      | Alpes-Maritimes | banlieue     | 19,47            | 7 722 (2022)                      | 397                | modifier les données · modifier les données |
| Drap                     | 06054      | Alpes-Maritimes | banlieue     | 5,54             | 5 300 (2022)                      | 957                | modifier les données · modifier les données |
| Falicon                  | 06060      | Alpes-Maritimes | banlieue     | 5,17             | 2 170 (2022)                      | 420                | modifier les données · modifier les données |
| Gattières                | 06064      | Alpes-Maritimes | banlieue     | 10,03            | 4 345 (2022)                      | 433                | modifier les données · modifier les données |
| La Gaude                 | 06065      | Alpes-Maritimes | banlieue     | 13,10            | 7 194 (2022)                      | 549                | modifier les données · modifier les données |
| Gourdon                  | 06068      | Alpes-Maritimes | banlieue     | 22,53            | 365 (2022)                        | 16                 | modifier les données · modifier les données |
| Grasse                   | 06069      | Alpes-Maritimes | banlieue     | 44,44            | 48 669 (2022)                     | 1 095              | modifier les données · modifier les données |
| Mandelieu-la-Napoule     | 06079      | Alpes-Maritimes | banlieue     | 31,37            | 21 201 (2022)                     | 676                | modifier les données · modifier les données |
| Mouans-Sartoux           | 06084      | Alpes-Maritimes | banlieue     | 13,52            | 10 847 (2022)                     | 802                | modifier les données · modifier les données |
| Mougins                  | 06085      | Alpes-Maritimes | banlieue     | 25,64            | 19 481 (2022)                     | 760                | modifier les données · modifier les données |
| Opio                     | 06089      | Alpes-Maritimes | banlieue     | 9,47             | 2 408 (2022)                      | 254                | modifier les données · modifier les données |
| Pégomas                  | 06090      | Alpes-Maritimes | banlieue     | 11,28            | 8 143 (2022)                      | 722                | modifier les données · modifier les données |
| Peymeinade               | 06095      | Alpes-Maritimes | banlieue     | 9,76             | 8 491 (2022)                      | 870                | modifier les données · modifier les données |
| Roquefort-les-Pins       | 06105      | Alpes-Maritimes | banlieue     | 21,53            | 7 284 (2022)                      | 338                | modifier les données · modifier les données |
| La Roquette-sur-Siagne   | 06108      | Alpes-Maritimes | banlieue     | 6,31             | 5 552 (2022)                      | 880                | modifier les données · modifier les données |
| Le Rouret                | 06112      | Alpes-Maritimes | banlieue     | 7,10             | 4 198 (2022)                      | 591                | modifier les données · modifier les données |
| Saint-André-de-la-Roche  | 06114      | Alpes-Maritimes | banlieue     | 2,86             | 5 877 (2022)                      | 2 055              | modifier les données · modifier les données |
| Saint-Jean-Cap-Ferrat    | 06121      | Alpes-Maritimes | banlieue     | 2,48             | 1 476 (2022)                      | 595                | modifier les données · modifier les données |
| Saint-Jeannet            | 06122      | Alpes-Maritimes | banlieue     | 14,58            | 4 378 (2022)                      | 300                | modifier les données · modifier les données |
| Saint-Laurent-du-Var     | 06123      | Alpes-Maritimes | banlieue     | 10,11            | 31 645 (2022)                     | 3 130              | modifier les données · modifier les données |
| Saint-Paul-de-Vence      | 06128      | Alpes-Maritimes | banlieue     | 7,26             | 3 190 (2022)                      | 439                | modifier les données · modifier les données |
| Spéracèdes               | 06137      | Alpes-Maritimes | banlieue     | 3,46             | 1 180 (2022)                      | 341                | modifier les données · modifier les données |
| Théoule-sur-Mer          | 06138      | Alpes-Maritimes | banlieue     | 10,49            | 1 418 (2022)                      | 135                | modifier les données · modifier les données |
| Le Tignet                | 06140      | Alpes-Maritimes | banlieue     | 11,26            | 3 158 (2022)                      | 280                | modifier les données · modifier les données |
| Tourrette-Levens         | 06147      | Alpes-Maritimes | banlieue     | 16,50            | 4 633 (2022)                      | 281                | modifier les données · modifier les données |
| Tourrettes-sur-Loup      | 06148      | Alpes-Maritimes | banlieue     | 29,28            | 4 126 (2022)                      | 141                | modifier les données · modifier les données |
| La Trinité               | 06149      | Alpes-Maritimes | banlieue     | 14,90            | 10 485 (2022)                     | 704                | modifier les données · modifier les données |
| Valbonne                 | 06152      | Alpes-Maritimes | banlieue     | 18,97            | 12 389 (2022)                     | 653                | modifier les données · modifier les données |
| Vallauris                | 06155      | Alpes-Maritimes | banlieue     | 13,04            | 28 579 (2022)                     | 2 192              | modifier les données · modifier les données |
| Vence                    | 06157      | Alpes-Maritimes | banlieue     | 39,23            | 19 856 (2022)                     | 506                | modifier les données · modifier les données |
| Villefranche-sur-Mer     | 06159      | Alpes-Maritimes | banlieue     | 4,88             | 5 012 (2022)                      | 1 027              | modifier les données · modifier les données |
| Villeneuve-Loubet        | 06161      | Alpes-Maritimes | banlieue     | 19,60            | 16 729 (2022)                     | 854                | modifier les données · modifier les données |

## Évolution démographique
| 1968    | 1975    | 1982    | 1990    | 1999    | 2006    | 2011    | 2016    | 2022    |
| ------- | ------- | ------- | ------- | ------- | ------- | ------- | ------- | ------- |
| 627 488 | 722 488 | 780 716 | 856 263 | 889 163 | 940 454 | 943 665 | 943 583 | 973 296 |

## Transports
L'autoroute A8 reste le principal axe routier traversant d'est en ouest l'ensemble de l'agglomération mais étant largement congestionnée aux heures de pointe et même aux heures creuses. Elle est de plus payante sur l'ensemble de sa partie urbaine et représente ainsi un coût supplémentaire pour les ménages azuréens.
Concernant les transports en commun il existe plusieurs sociétés de transport qui agissent sur des territoires différents de l'unité urbaine en fonction le plus souvent des intercommunalités. Lignes d'azur gère ainsi les transports de la Métropole Nice Côte d'Azur ainsi que les transports départementaux inter-villes avec des fréquences élevées sur le littoral (autour du quart d'heure), Envibus gère les transports sur la Communauté d'agglomération de Sophia Antipolis, Sillages dans la région de Grasse et Bus Azur autour de Cannes. Pour favoriser la prise des transports en commun, le prix du ticket est fixé à 1,70€ avec la possibilité de correspondance entre différents réseaux grâce au ticket azur et un abonnement annuel à 365€ permet d'utiliser à volonté bus et tramways.
Le moyen le plus rapide pour se déplacer reste surement sur le littoral le TER qui dessert de nombreuses gares dans toutes les villes. Néanmoins la ligne étant largement surchargée car devant accueillir le trafic inter-cités, TGV, de marchandise et TER, et non cadencée, les trains doivent souvent refuser des passagers et accusent souvent de nombreux retards.

#### Données générales
- Unité urbaine
- Aire d'attraction d'une ville
- Aire urbaine (France)
- Liste des unités urbaines de France

#### Données démographiques en rapport avec l'unité urbaine de Nice
- Aire d'attraction de Nice
- Aire d'attraction de Cannes - Antibes
- Aire d'attraction du Bar-sur-Loup
- Arrondissement de Nice
- Arrondissement de Grasse

#### Données démographiques en rapport avec les Alpes-Maritimes
- Démographie des Alpes-Maritimes